# Кростоло-Парето-Понтичели (Ређо Емилија)
Кростоло-Парето-Понтичели је насеље у Италији у округу Ређо Емилија, региону Емилија-Ромања.
Према процени из 2011. у насељу је живело 204 становника. Насеље се налази на надморској висини од 137 м.